# Маломиколаївка (селище)
Маломиколаївка — селище в Україні, в Хрустальненській міській громаді Ровеньківського району Луганської області.

## Географія
Географічні координати: 48°18' пн. ш. 39°1' сх. д. Часовий пояс — UTC+2. Загальна площа селища — 4,54 км².
Селище розташоване за 38 км від Антрацита. Найближча залізнична станція — Штерівка, за 10 км. Через Маломиколаївку протікає річка Вільхівка.

## Історія
Маломиколаївка заснована на початку XVIII століття. Першими жителями селища стали 13 кріпацьких селянських сімей з Чернігівської, Могилевської губерній та Литви, які були переселені сюди польським паном Булацелем. Окрім Маломиколаївки Булацелу також належали села Чорногорівка, Велика Миколаївка, а в Бахметті — цукровий завод.
Під час Другої світової війни участь у бойових діях брали 132 місцевих жителя, з них 68 загинуло, 85 осіб нагороджені орденами і медалями.
21 серпня 2014 року розпочалася операція по зачистці населеного пункту від промосковських терористів.

## Населення
За даними перепису 2001 року населення селища становило 2096 осіб, з них 41,84% зазначили рідною українську мову, 56,77% — російську, а 1,39% — іншу.

## Пам'ятки
На північ від селища досліджені поховання в кам'яних ящиках епохи пізньої бронзи.
Також на території Маломиколаївки знаходиться пам'ятник радянським воїнам, що загинули під час Другої світової війни.

## Уродженці
- Сиволап Іван Данилович (1918–1941) — Герой Радянського Союзу